# Kenyacus
Kenyacus es un  género de coleópteros adéfagos de la familia Carabidae.

## Especies
Comprende las siguientes especies:
- Kenyacus acrobius Alluaud, 1917
- Kenyacus baleensis Clarke, 1973
- Kenyacus elgonensis Basilewsky, 1948
- Kenyacus hypsibius Alluaud, 1917
- Kenyacus jeanneli Basilewsky, 1948
- Kenyacus kinangopinus Basilewsky, 1948
- Kenyacus leleupi Basilewsky, 1951
- Kenyacus meruanus Basilewsky, 1962
- Kenyacus minor Basilewsky, 1951
- Kenyacus nyakasibanus Basilewsky, 1951
- Kenyacus oldeanicus Basilewsky, 1962
- Kenyacus ruwenzoricus Basilewsky, 1955
- Kenyacus scotti Basilewsky, 1948
- Kenyacus subcaecus Basilewsky, 1956
- Kenyacus uluguruanus Basilewsky, 1976